# 福田盛雅
福田 盛雅
- 室町時代中期から戦国時代初期の人物。備後福田氏当主。
- 戦国時代末期から安土桃山時代の人物。備後福田氏当主。

## 福田盛雅（遠江守）
福田 盛雅（ふくだ もりまさ、生没年不詳）は、室町時代末期から戦国時代の武将。備後福田氏の一族。備後国利鎌山城の城主。
高須杉原氏所蔵書状に、永正5年（1508年）に備後国人衆が大内義興に従い上洛した際と思われる石清水八幡宮宛の文書もあり、信仰深い教養人であったことが窺える。

## 福田盛雅（三郎左衛門尉）
福田 盛雅（ふくだ もりまさ、生没年不詳）は、戦国時代の武将。備後福田氏の一族で父は福田勝雅。別名は盛昌、助四郎。上記遠江守盛雅の孫の世代であると推定される。
備後国利鎌山城の城主であったが、後に毛利氏に従い、天正年間には、美作国に進出。同国の医王山城主となり、天正8年（1580年）の医王山城攻防戦では、湯原春綱・小川元政とともに備前国の戦国大名・宇喜多氏の軍勢から城を守りきった。